# Markantun de Dominis
Markantun de Dominis (chorvatsky Marko Antun Domnianić nebo Gospodnetić , italsky Marco Antonio de Dominis, 1560, Rab – 8. září 1624 Řím) byl chorvatský jezuita, matematik, fyzik a filozof. V letech 1600–1602 byl biskupem v Senji, a v letech 1602–1616 arcibiskupem splitským a primasem dalmatským a celého Chorvatska.

## Život

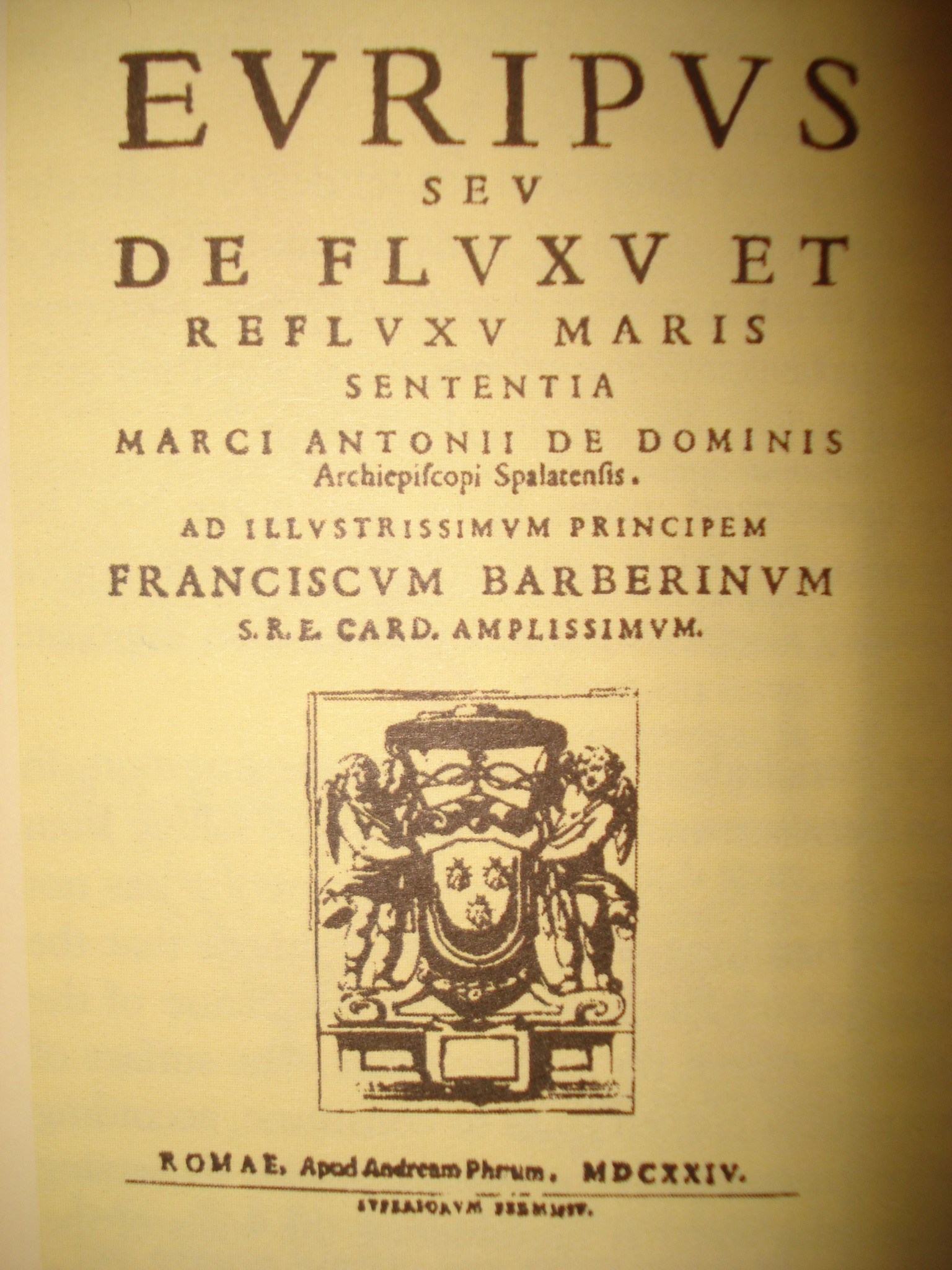
Titulní strana de Dominisovy knihy Euripus aneb o přílivech a odlivech moře

Pocházel ze šlechtického rodu Dominisů z ostrova Rab, který dle tradice pochází z knížecího rodu krkských Frankopanů.
Vzdělání získal na jezuitských kolejích v Loretu a Padově Itálii, kde vstoupil do jezuitského řádu. Poté vyučoval rétoriku, logiku, filozofii, matematiku a přírodopis ve Veroně, Brescii a Padově.
V roce 1596 vystoupil z jezuitského řádu a stal se administrátorem senjské diecéze a o čtyři roky později byl jmenován jejím biskupem. V Senji pobýval dva roky, než ho 15. listopadu 1602 papež Klement VIII. jmenoval arcibiskupem splitským. Ve Splitu napsal své celoživotní dílo De republica ecclesiastica, v němž obhajuje dialog uvnitř církví a jejich sjednocení, což z něj činí předchůdce ekumenismu.
V období 1604-1607 pobýval v Římě a Benátkách a poté se vrátil do Splitu, kde napsal pojednání De radiis visus et lucis in vitris, perspectivis et iride, vydané v Benátkách v roce 1611.
V roce 1615 se dostal do konfliktu s duchovními a dalšími biskupy ve své domovině, načež odešel do Benátek a v roce 1616 se vzdal titulu splitského arcibiskupa.
V Heidelbergu publikoval zuřivou kritiku katolické církve. Odešel z Německa do Anglie, kde na Cambridgeské univerzitě získal doktorát z teologie, a stal se tak prvním Chorvatem, který získal tento titul na některé anglické univerzitě.
V Londýně v roce 1617 vydal první díl knihy De republica ecclesiastica, která se brzy objevila na Index librorum prohibitorum. Ve stejném roce přednášel v Oxfordu a Cambridgi.

### Závěr života
V roce 1622, po zvolení papeže Řehoře XV., opustil Londýn a přes Brusel se vrátil do Říma. O dva roky později se dostal do konfliktu s inkvizicí, byl prohlášen za kacíře a uvězněn na Andělském hradě, kde nakonec 20. prosince zemřel.
Nad jeho mrtvolou byl v kostele Santa Maria nad Minervou vynesen soud. Na příkaz inkvizice byla jeho mrtvola vytažena z rakve, tažena ulicemi Říma a nakonec veřejně spálena v Campo de' Fiori a 21. prosince 1624 jeho ostatky vhozeny do Tibery spolu s jeho spisy.

## Vědecký přínos
Kromě svých pojednání o církvi, experimentoval de Dominis také s fyzikálními jevy, když např. interpretoval vzhled duhy na základě rozptylu bílého světla. V díle Euripus seu de fluxu et reflexu maris sententia (1624) vysvětluje, že příčinou mořského přílivu a odlivu je vliv Slunce a Měsíce. Na začátku 18. století Isaac Newton ve svém díle Optika (1704) přiznává Dominisovi zásluhy za vysvětlení duhy pomocí dvou lomů a jednoho odrazu světla na dešťových kapkách.